# سفر المقابيان الاثيوبي
سفر المقابيان الاثيوبي ( الأمهرية : መቃብያን) (الانكليزية Meqabyan) ويشار إليها أيضًا باسم المكابيين الإثيوبيين هي ثلاثة اسفار موجودة فقط في قانون الكتاب المقدس الإثيوبي الأرثوذكسي في العهد القديم. لغة تأليف هذه الكتب هي الجيزية، وتسمى أيضًا اللغة الإثيوبية الكلاسيكية، على الرغم من أنها أكثر شيوعًا في اللغة الأمهرية اليوم, تختلف هذه الكتب تمامًا في نطاقها ومحتواها وموضوعها عن كتب المكابيين الأكثر شهرة الموجودة في الكتب المقدسة الكاثوليكية والأرثوذكسية الشرقية.

## انظر ايضا
- قانون الكتاب المقدس الأرثوذكسي التوحيدي